# Хиноцький заказник
Хи́ноцький заказник — ботанічний заказник загальнодержавного значення в Україні. Розташований у межах Володимирецького району Рівненської області, на північний схід від села Хиночі. 
Площа 2267 га. Створений 1974 року з метою збереження заболоченої ділянки лісу з наявністю рідкісних і лікарських рослин, ягідників журавлини та чорниці. 
Являє собою частину болотного масиву Морочне з прилеглими ділянками. У рослинному покриві переважають рідкісні угруповання — мезотрофні осиково-сфагнові та оліготрофні пухівково-чагарничково-сфагнові. З рідкісних видів зростають хамедафна чашечкова, що утворює тут угруповання, журавлина дрібноплода, росичка проміжна, пальчатокорінник травневий, занесені до Червоної книги України.